# Rosa Bouglione
Pour les articles homonymes, voir Bouglione.
Rosa Bouglione, née Rosalie Van Been le 21 décembre 1910 à Ixelles en Belgique et morte le 26 août 2018 à Paris (France), est une artiste de cirque française.
À sa mort, elle était la doyenne de la famille Bouglione, et n'avait pas cessé de participer aux activités de la famille. 

## Biographie

### Famille
Le 4 juillet 1928, elle épousa Joseph Bouglione, qui, à la mort de son frère Alexandre en 1954, avait repris le flambeau familial à la tête du Cirque d'hiver Bouglione, et du Cirque Bouglione. De 1963 à 1967, l'empire Bouglione comprenait aussi l'ancien Cirque Medrano, qui avait été rebaptisé Cirque de Montmartre.
Ensemble, ils auront sept enfants : Odette (1929), Josette (1930), Firmin (1932), Émilien (1934), Sandrine (1936-2012), Sampion (1938-2019) et Joseph (1942).
Les enfants de ses fils Sampion et Émilien dirigent aujourd'hui le Cirque d'Hiver-Bouglione, et les enfants de son fils Joseph dirigent le cirque Joseph Bouglione.

### Carrière

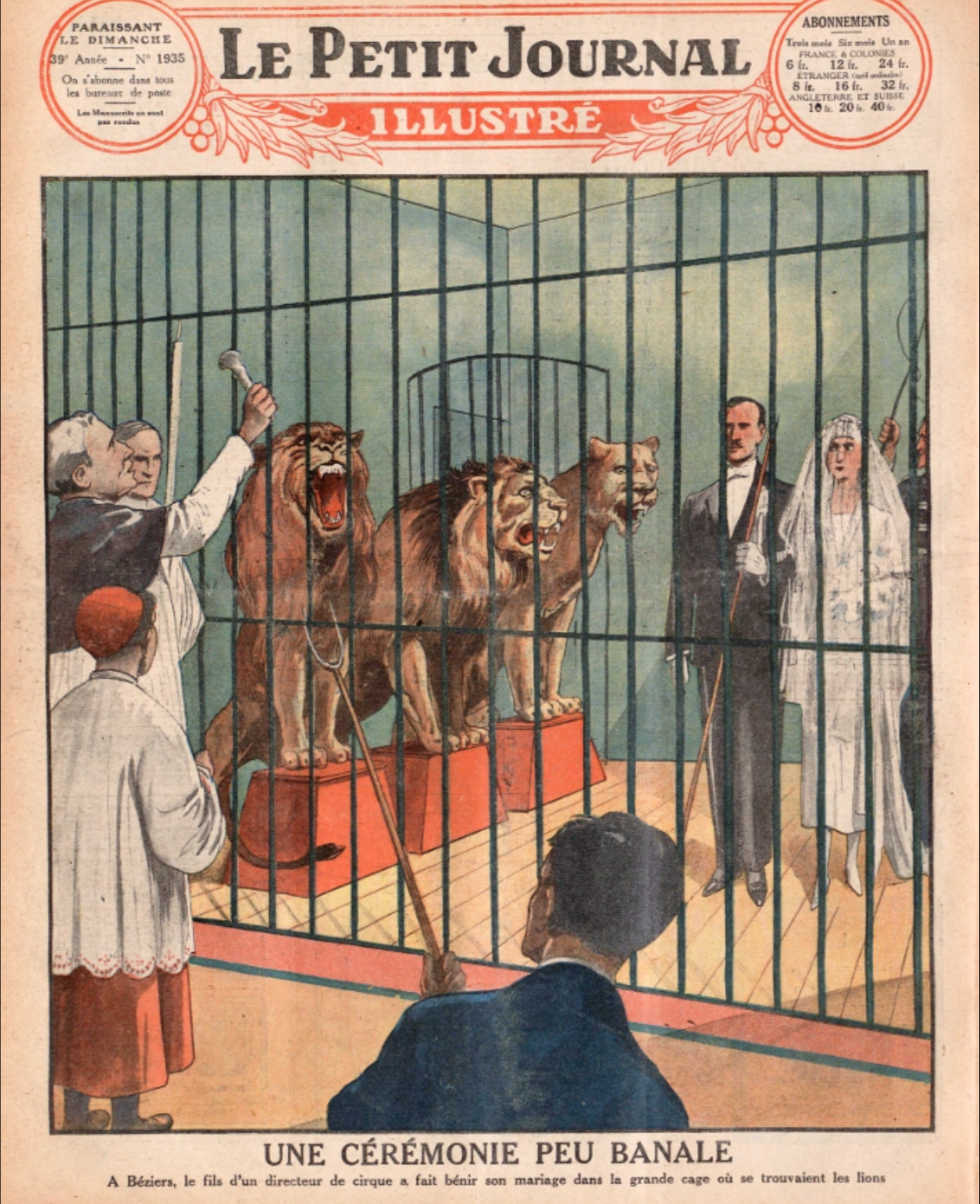

« Je suis née dans une caravane, j'y ai laissé mon cœur » écrivait-elle dans son autobiographie, Un mariage dans la cage aux lions - La grande saga du cirque Bouglione (2011). Elle commença sa carrière comme danseuse dans la cage aux lions dans la ménagerie foraine de ses parents: son père tenait les fauves en respect pendant que Rosa dansait la « serpentine ». 
Sa rencontre avec le jeune dompteur Joseph Bouglione (1904-1987) fut un coup de foudre. Ils se marièrent la 4 juillet 1927 dans la cage aux fauves et, en guise de voyage de noces, ils suivirent la tournée du cirque de la famille Bouglione, qui venaient de lancer un "Cirque Bufallo Bill." 
Rosa Bouglione s'installa finalement dans un appartement lorsque les Bouglione acquirent le Cirque d'Hiver en 1934. Elle a depuis vécu dans les appartements du cirque, où elle est décédée le 26 août 2018,,. Ses obsèques ont eu lieu dans la piste du Cirque d'Hiver le 29 août suivant. Elle est inhumée dans le caveau familial à Lizy-sur-Ourcq.
Rosa Bouglione avait 55 petits-enfants et arrière-petits-enfants.

## Publication
- Un mariage dans la cage aux lions : la grande saga du cirque Bouglione, Paris, Michel Lafon, 2011  (ISBN 978-2-7499-1525-8).

## Distinction
- Chevalière de l'ordre des Arts et des Lettres

### Iconographie
- [vidéo] Émission Sept à Huit sur Rosa Bouglione sur TF1
- [vidéo] « Reportage sur Rosa Bouglione par l'AFP », sur YouTube
- [vidéo] sur Rosa Bouglione dans Télématin